# Weltmeisterschaften im Bogenschießen 1975
Die Weltmeisterschaften im Bogenschießen 1975 wurden vom 25. bis 28. Juli in Interlaken, Schweiz ausgetragen.

## Ergebnisse Recurvebogen
| Disziplin         | Gold                                                              | Silber                                           | Bronze                                                  |
| ----------------- | ----------------------------------------------------------------- | ------------------------------------------------ | ------------------------------------------------------- |
| Männer Einzel     | Darrell Pace                                                      | Richard McKinney                                 | Kauko Laasonen                                          |
| Frauen Einzel     | Sebinisso Rustamowa                                               | Walentyna Kowpan                                 | Han Sun-hi                                              |
| Männer Mannschaft | Vereinigte Staaten Darrell Pace Richard McKinney Rodney Baston    | Japan Akira Hirose Masaki Tezima Takanobu Nishi  | Finnland Kauko Laasonen Olli Tahvonen Jukka Inkert      |
| Frauen Mannschaft | Sowjetunion Sebinisso Rustamowa Walentyna Kowpan Virve Holtsmeier | Südkorea Hi Han-sun Min Kim-hyang Yung Djang-sun | Vereinigte Staaten Linda Myers Irene Lorensen Ruth Rowe |

## Medaillenspiegel
| Platz  | Land               | Gold | Silber | Bronze | Gesamt |
| ------ | ------------------ | ---- | ------ | ------ | ------ |
| 1      | Vereinigte Staaten | 2    | 1      | 1      | 4      |
| 2      | Sowjetunion        | 2    | 1      | –      | 3      |
| 3      | Nordkorea          | –    | 1      | 1      | 2      |
| 4      | Japan              | –    | 1      | –      | 1      |
| 4      | Finnland           | –    | –      | 2      | 2      |
| Gesamt | Gesamt             | 4    | 4      | 4      | 12     |